# Lai Afong
Lai Afong (čínsky: 黎芳, asi 1839 – 19. dubna 1890) byl čínský fotograf, který založil a provozoval Studio Afong, jedno z prvních fotografických studií v Hongkongu. Je považován za jednoho z nejvýznamnějších čínských fotografů devatenáctého století.

## Životopis
Jeho studio bylo aktivní od roku 1859 do zhruba čtyřicátých let. Tento podnik pravděpodobně v 90. letech 19. století převzal jeho syn. Témata se pohybovala od portrétů a obrázků společenského života až po městské veduty a krajiny. Laiovu výtvarnou práci a osobu ocenil John Thomson, skotský fotograf pracující v té době v Číně, ve své knize The Straits of Malacca, Indo-China, and China. Laiova zkušenost pocházela zcela od západní společnosti, ale stále obsahovala vazbu na tradiční malbu starodávných mistrů a vnitřního ducha umělce. Podle mnoha jeho fotografických vizitek, fotografoval mimo jiné guvernéra Arthura Kennedyho nebo velkovévodu Alexeje Romanova.
Jeho konkurent byl Liang Š'-tchaj, který provozoval své první fotografické studio v Hongkongu počátkem 70. let 19. století, jeho první reklama se objevila v hongkongském Daily Advertiser v říjnu 1871. V roce 1876 přestěhoval své studio do Šanghaje, pravděpodobně kvůli zvýšené konkurenci v Hongkongu.

## Galerie

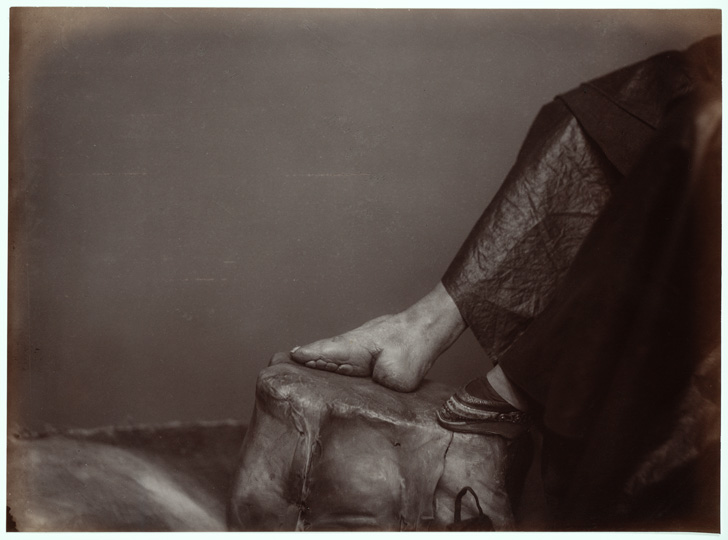
Tradiční svazování chodidel
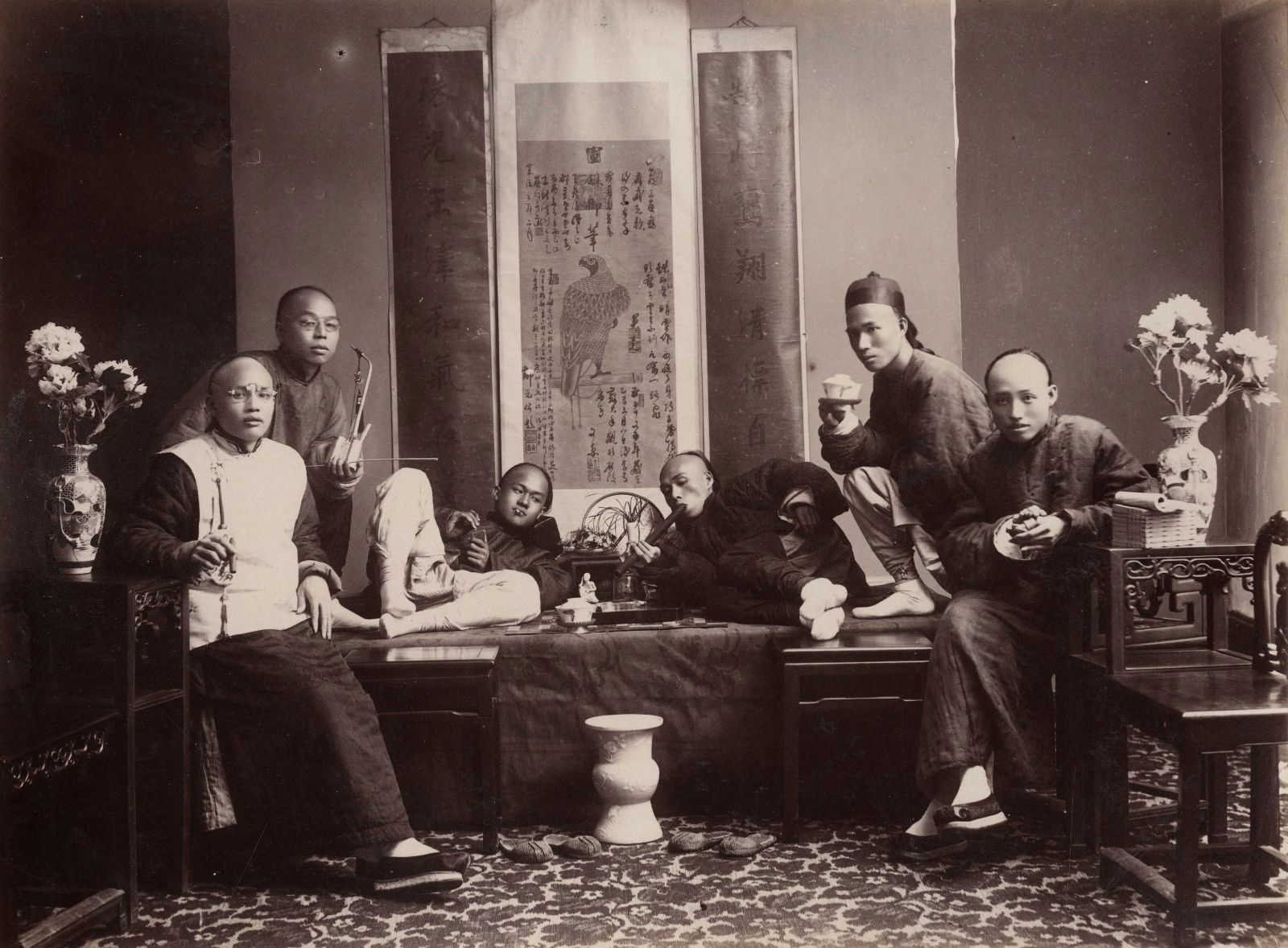
Kuřáci opia
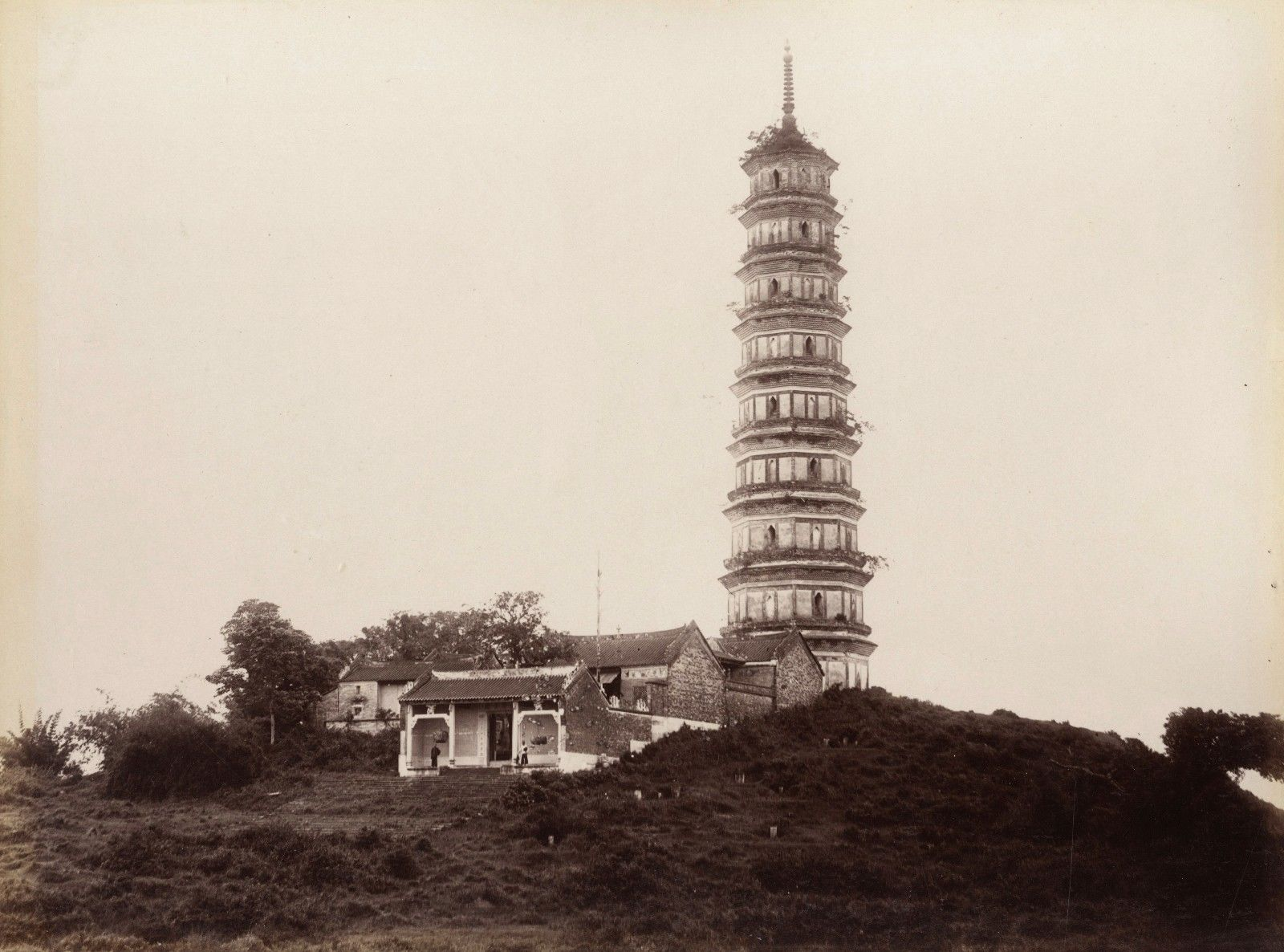
Chrám šesti fíkovníků
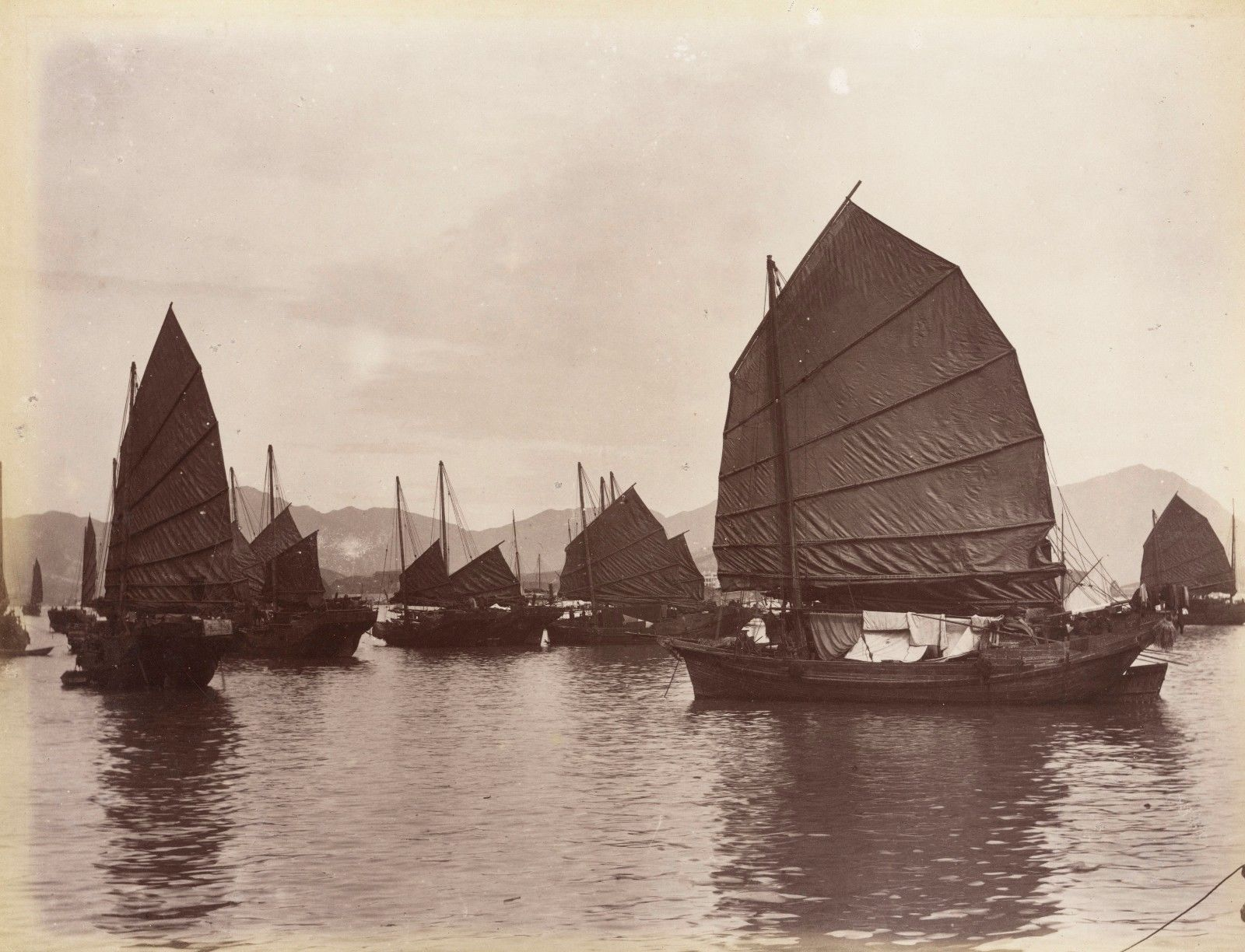
Tradiční čínské lodě v přístavu Sia-men, Kanton
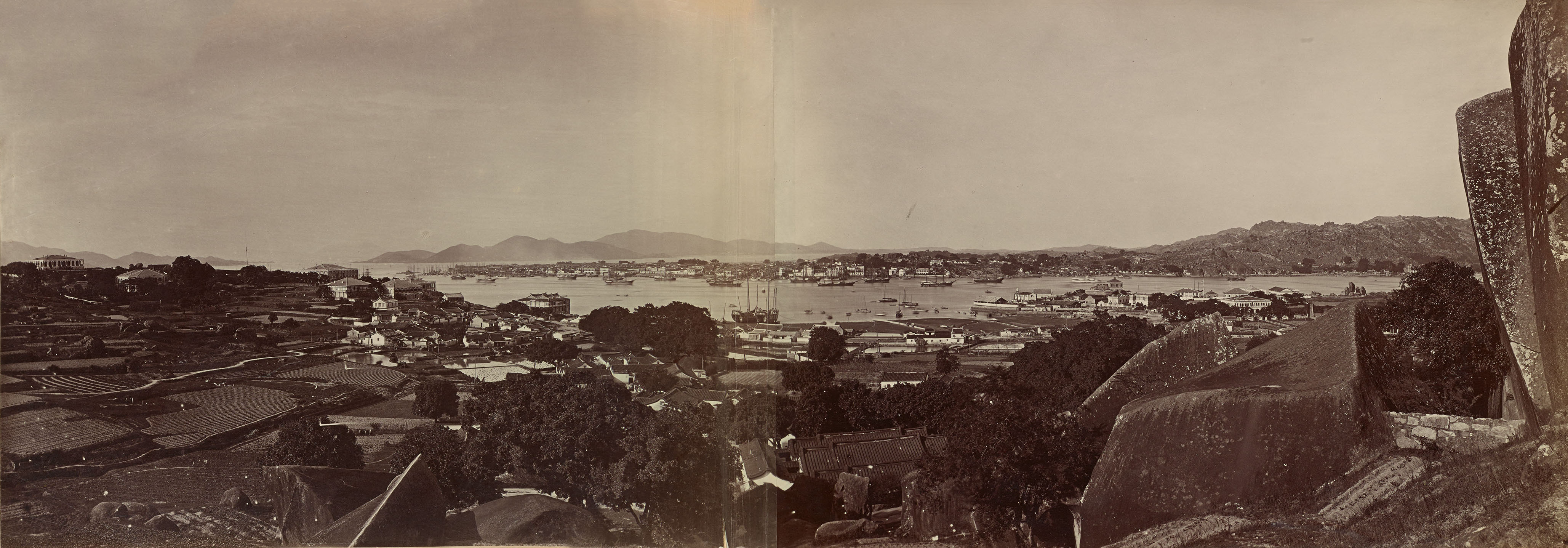
Panorama ostrova Ku-lang-jü a přístavního města Sia-men
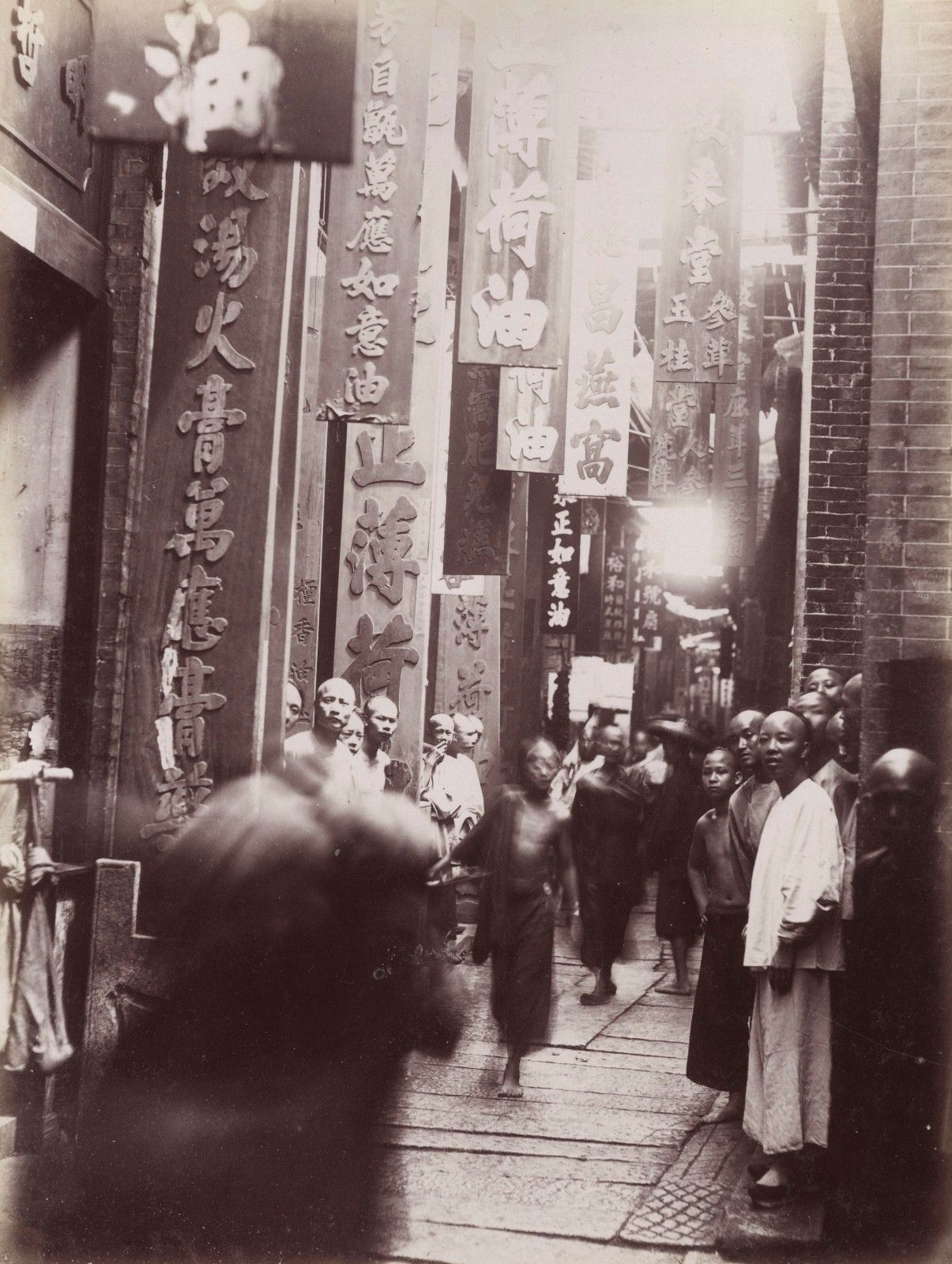
Ulice s obchody v Kantonu
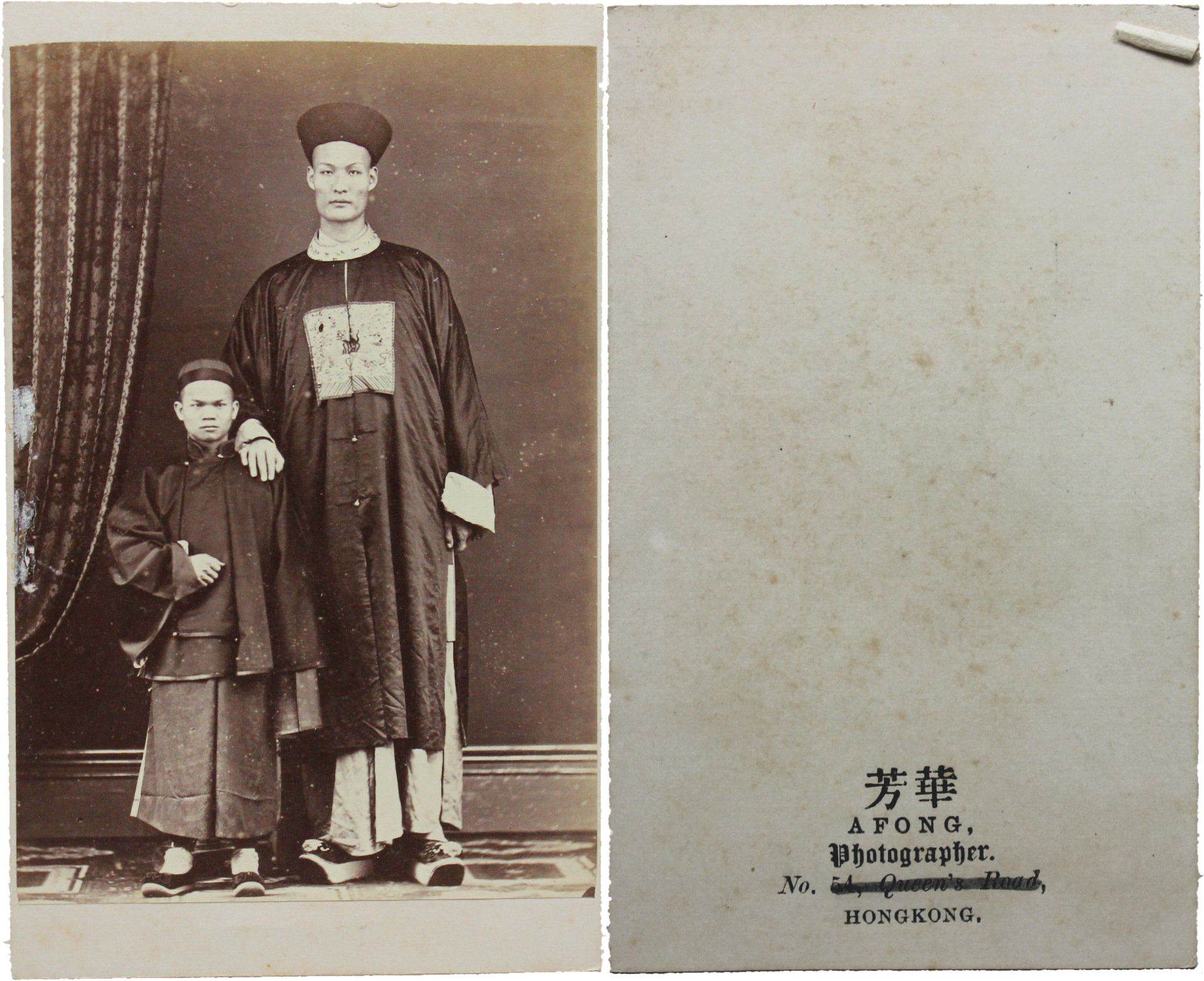
Čínský obr Čan Š'-čchaj měřil 2,6 metru
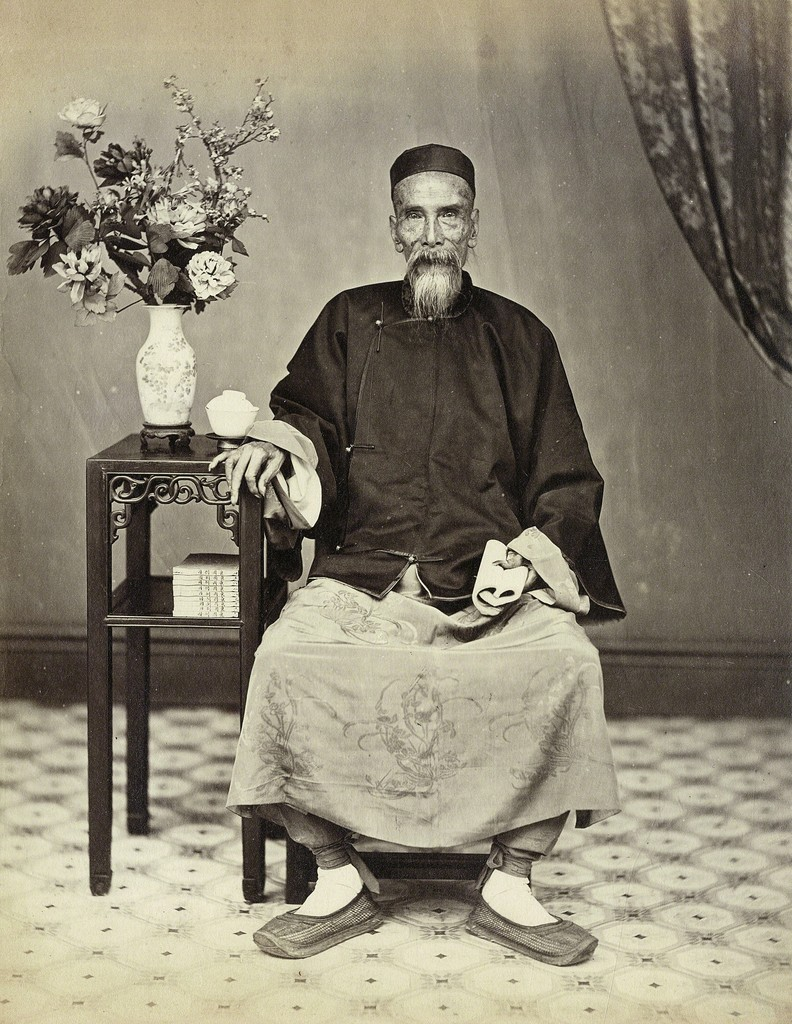
Studiový portrét
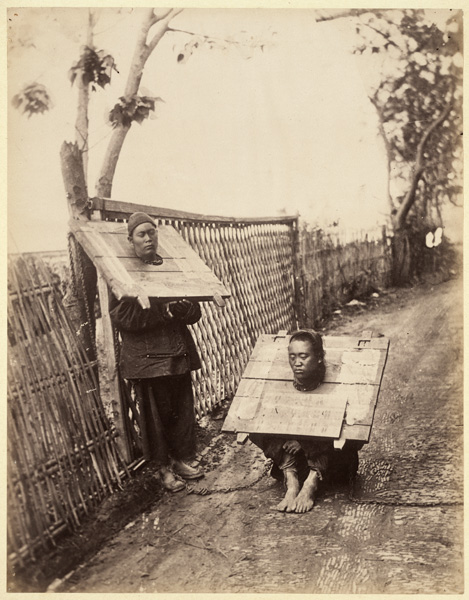
Čínští delikventi nosící dřevěný límec, 1870-1880
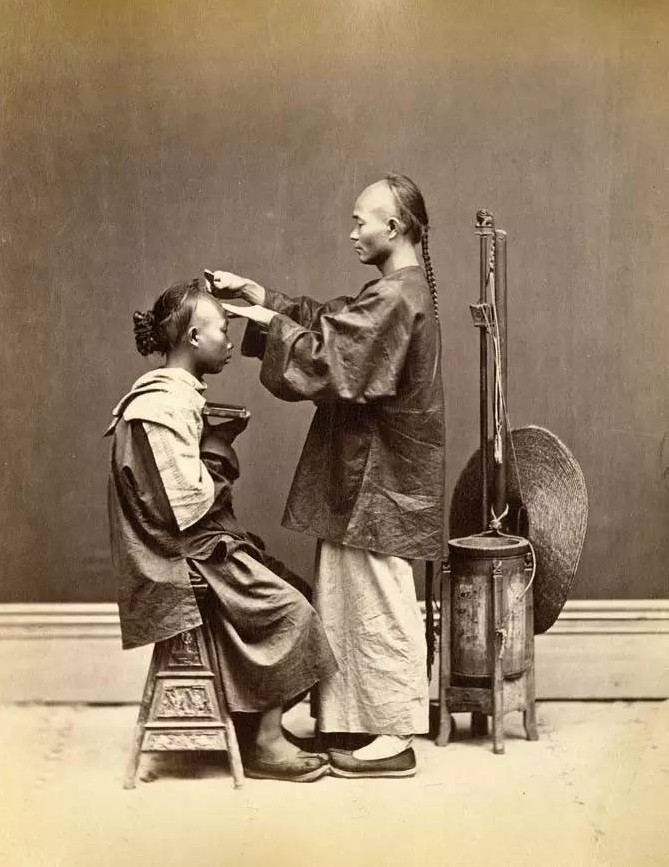
Čínský holič, 1870-1880
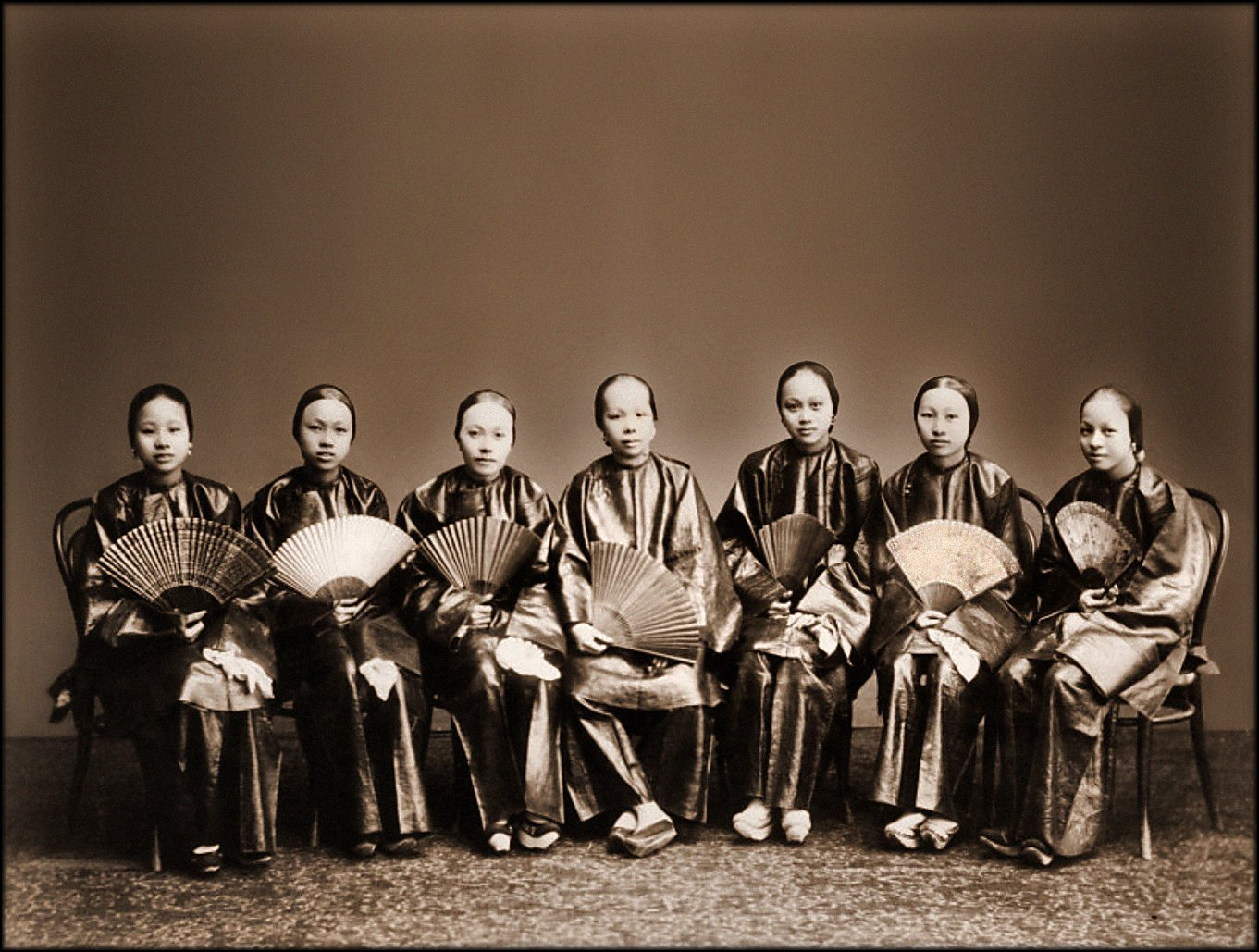
Skupina čínských žen s vějíři, Kanton, asi 1880
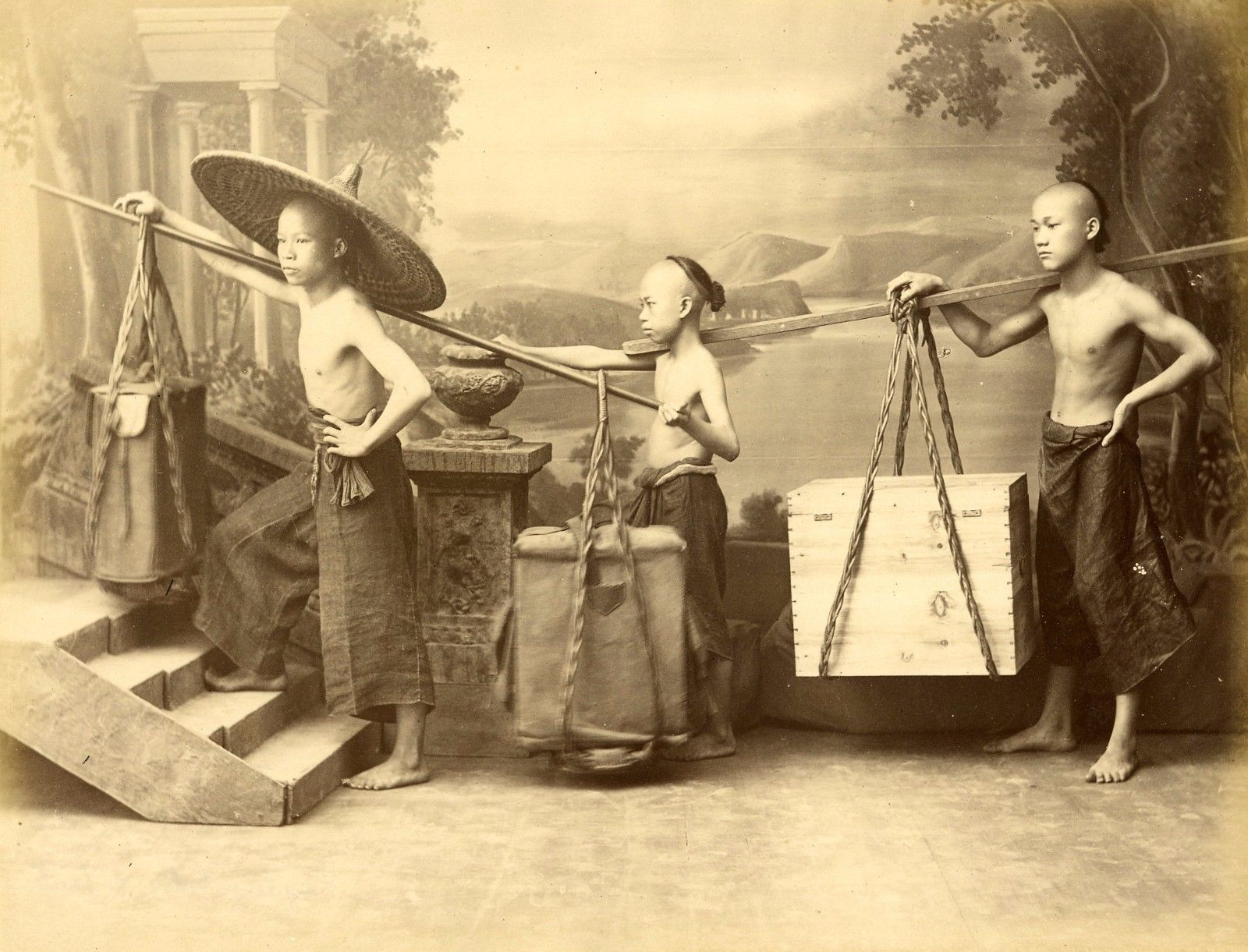
Tři kuliové, Hong Kong, asi 1880